# 伊藤信勝
伊藤 信勝（いとう のぶかつ、1945年〔昭和20年〕9月22日 - ）は、日本の政治家。元福岡県田川市長（3期）。

## 来歴
北九州大学（現・北九州市立大学外国語学部）卒。卒業後は福岡県庁に入り、課長補佐などを務める。2003年、田川市長選挙に立候補し初当選。2007年に再選。2011年に三選。2015年の市長選挙では元田川市議の二場公人に敗れた。